# Muzeum Cywilizacji Europejskiej i Śródziemnomorskiej
Muzeum Cywilizacji Europejskiej i Śródziemnomorskiej (Mucem; fr.: Musée des Civilisations de l'Europe et de la Méditerranée)  – muzeum narodowe znajdujące się w Marsylii we Francji. Zostało oficjalnie otwarte 7 czerwca 2013 roku w ramach wydarzenia Marsylia-Prowansja 2013, kiedy to Marsylia została ogłoszona Europejską Stolicą Kultury.
W 2015 roku muzeum otrzymało Europejską Nagrode Muzealną EMYA.
Między 2013 a 2016 rokiem muzeum odwiedziło 8,5 miliona osób, z czego 2,2 miliona skorzystało z przestrzeni wystawowych. Muzeum stanowi istotny element turystyczny regionu Aix-Marseille-Provence, przyciągając zwiedzających z całego świata.

## Architektura
Muzeum zaprojektowane zostało przez architekta Rudy'ego Ricciottiego we współpracy z Rolandem Cartą. Budynek ma formę sześcianu o powierzchni 15 000 m² i jest otoczony ażurową powłoką wykonaną z betonu zbrojonego włóknem. Muzeum wkomponowane jest w historyczny krajobraz Marsylii i łączy się z XVII-wiecznym Fortem Saint-Jean za pomocą kładki o długości 130 metrów. Stała kolekcja i księgarnia znajdują się na parterze. Na dachu muzeum usytuowano drewniany taras o powierzchni 1600 metrów kwadratowych. Roztacza się z niego niezwykły widok na morze i marsylskie wybrzeże.

## Galeria

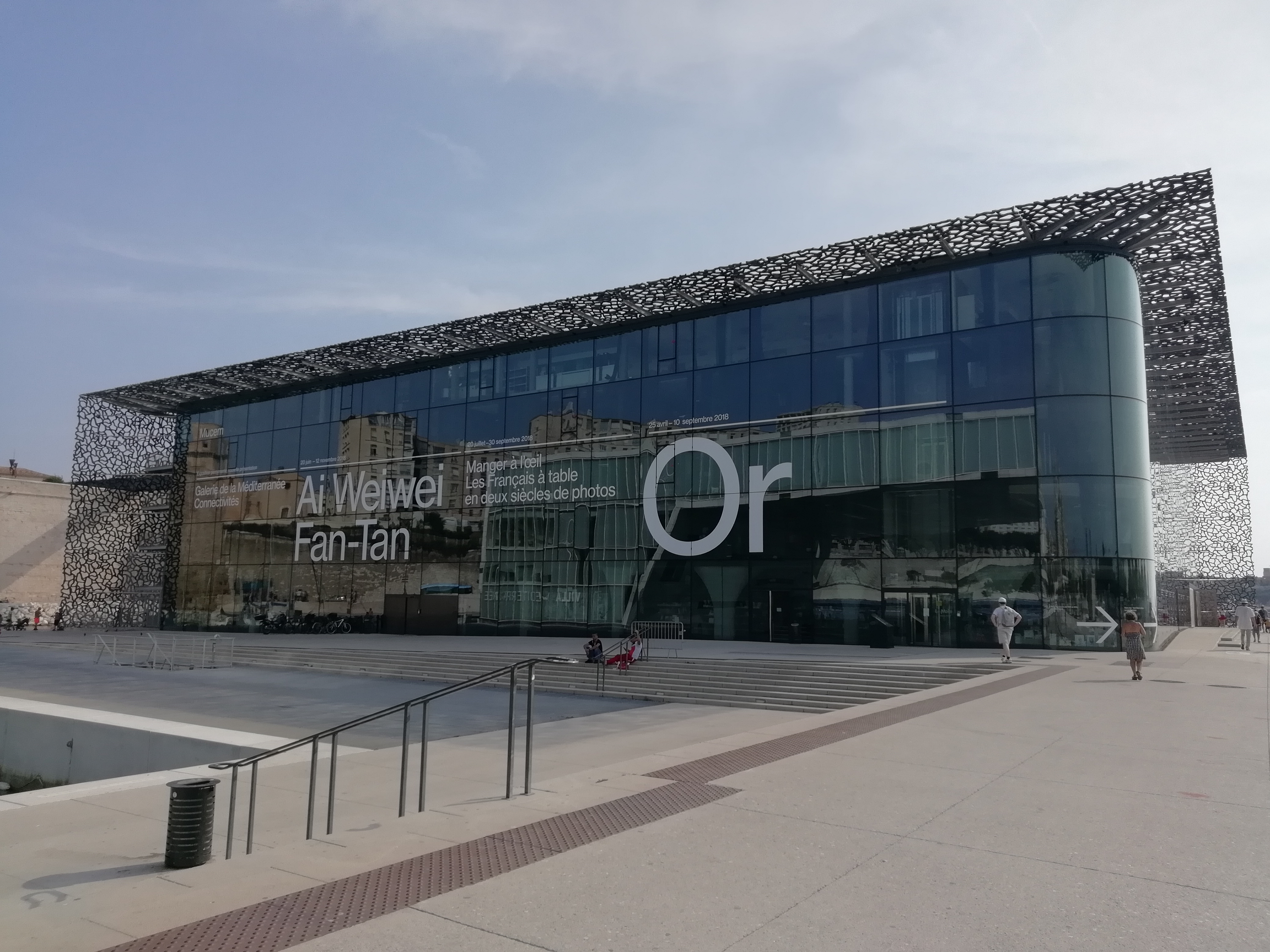
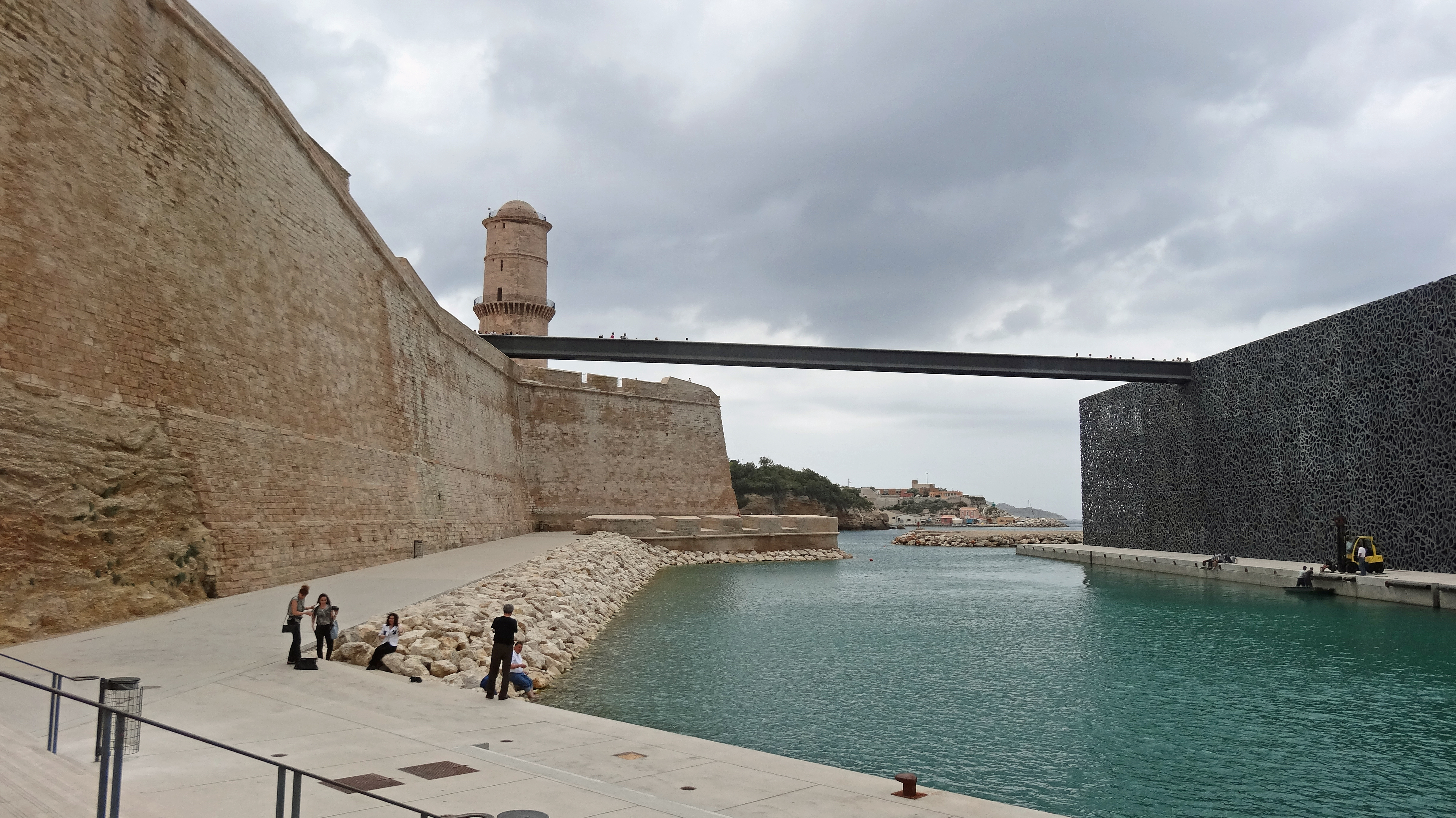
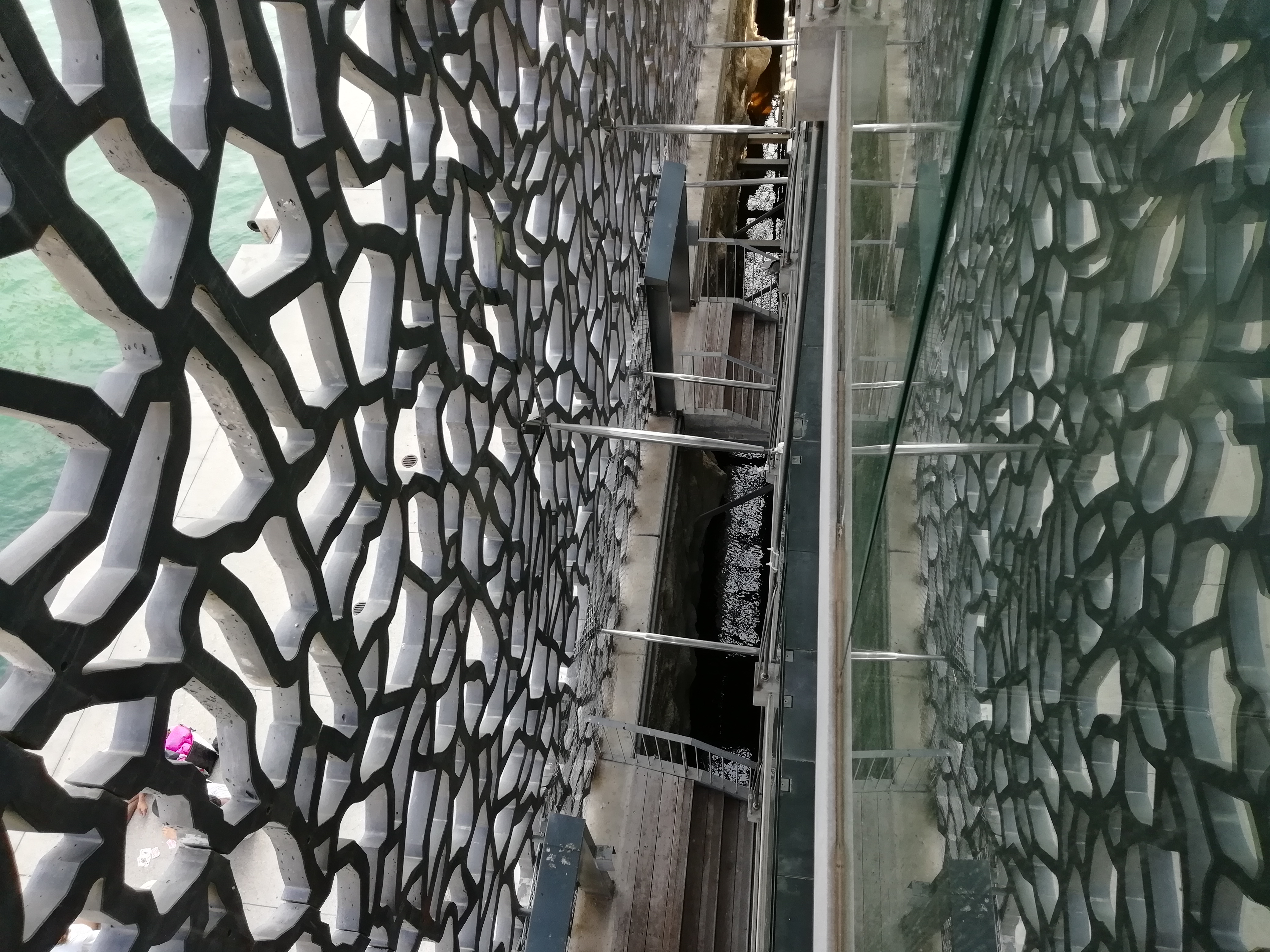
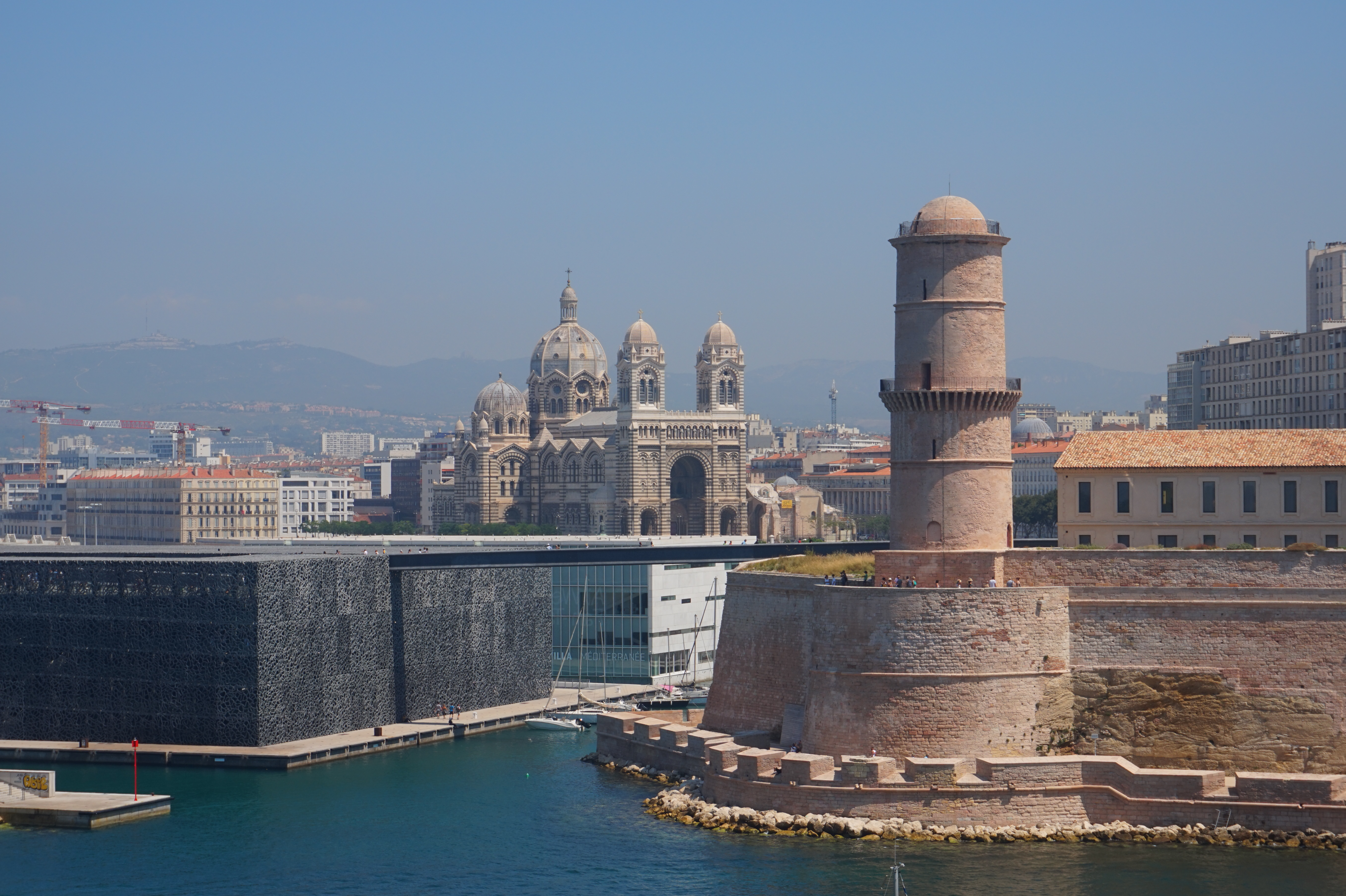